# Derinkuyu
Derinkuyu és una ciutat i districte de la província de Nevşehir en Anatòlia central, Turquia. En el cens de 2000, la població del districte era de 24 631 habitants, d'ells 11 092 corresponien a la ciutat de Derinkuyu. El districte posseeix una àrea de 445 km², i l'elevació mitjana és de 1300 m, amb la muntanya Ertaş de 1988 m com a punt més alt.
Localitzada a la regió de Capadòcia, Derinkuyu és coneguda per ser la de major atracció turística de les 37 ciutats subterrànies abandonades d'aquesta regió.
Derinkuyu es troba 29 km al sud de Nevşehir, i el seu nom significa ‘pou profund'. Antigament anomenada Melengübü, es creu que el lloc va ser ocupat des del segle vii, encara que alguns arqueòlegs especulen que és més antiga que Kaymaklı, una altra famosa ciutat subterrània de la zona; ja que el primer nivell va poder haver ser excavat pels hitites al voltant de l'any 1400 a. C.
La ciutat subterrània de Derinkuyu i la seva veïna Kaymaklı formen part del conjunt Parc Nacional de Göreme i llocs rupestres de Capadòcia triat per la Unesco com a Patrimoni de la Humanitat l'any 1985.

## Història
De les ciutats subterrànies d'aquesta zona parlava l'historiador grec Xenofont. En la seva obra Anábasi explicava que les persones que vivien a Anatòlia havien excavat les seves cases sota terra i vivien en allotjaments prou grans per albergar una família, els seus animals domèstics i els subministraments d'aliments que havien d'emmagatzemar.
La facilitat d'excavar el sòl volcànic de la zona, va portar als habitants de Derinkuyu a crear una ciutat de diversos nivells subterranis, que va ser utilitzada com a refugi de les freqüents invasions de Capadòcia, en les diverses èpoques de la seva ocupació.
Les excavacions arqueològiques modernes van començar el 1963, i han arribat als quaranta metres de profunditat, revelant l'existència de 18 a 20 nivells subterranis, encara que solament és possible visitar els vuit nivells superiors. Els altres nivells estan parcialment obstruïts, o reservats per a la recerca arqueològica i antropològica. La ciutat subterrània va ser oberta als visitants en 1969 i fins avui només el deu per cent és accessible per als turistes.
A l'interior de la ciutat, poden observar-se estables, menjadors, sales per al culte, cuines (encara ennegrides pel sutge de les llars), premses de vi, cellers, cisternes d'aigua i àrees habitacionals. La ciutat compta amb pous d'aigua i galeries de comunicació.
En total, s'han detectat 52 pous de ventilació. Es calcula que aquestes instal·lacions eren suficients per donar refugi a deu mil persones. El laberint de corredors compta amb tres punts estratègicament seleccionats, l'accés dels quals podia ser bloquejat, desplaçant les roques adjacents; impedint així l'entrada de visitants indesitjats. A més a més, la ciutat té un túnel de gairebé 8 km de llarg, que es pensa que la connectava amb la veïna ciutat subterrània de Kaymaklı.